# Pandora Reef
Pandora Reef är ett rev i Australien.   Det ligger 34 km sydost om Ingham i delstaten Queensland. 